# The Town That Dreaded Sundown (film 1976)
The Town That Dreaded Sundown – amerykański film fabularny z 1976, napisany przez Earla E. Smitha oraz wyreżyserowany przez Charlesa B. Pierce’a. Światowa premiera obrazu odbyła się 24 grudnia 1976. Krytycy filmowi wydali projektowi mieszane recenzje.

## Fabuła
Film na podstawie prawdziwych wydarzeń. W 1946 miasteczko Texarkana w stanie Teksas było terroryzowane przez tajemniczego mordercę nazwanego przez media „Phantom Killer”, który zamordował pięć osób. Policji nigdy nie udało się zatrzymać mordercy.

## Obsada
- Ben Johnson – kapitan J.D. Morales, postać wzorowana na kpt. Manuelu T. Gonzaullasie
- Andrew Prine – zastępca szeryfa Norman Ramsey
- Dawn Wells – Helen Reed
- Jimmy Clem – sierżant Mal Griffin
- Charles B. Pierce – A.C. Benson („Sparkplug”), policjant patrolujący
- Bud Davis – Phantom Killer